# Fenerbahçe Spor Kulübü (voleibol masculino)
El Fenerbahçe Spor Kulübü de voleibol masculino es uno de los equipos del club polideportivo turco Fenerbahçe Spor Kulübü de la ciudad de Estambul, que milita en la Primera División de Turquía.

## Historia
Fundado en 1925, participa en los campeonatos de la ciudad de Estambul y desde la creación de Voleybolun 1.Ligi en 1970 en la Primera División turca. Sin embargo obtiene sus primeros títulos en la segunda mitad de la primera década de los 2000: gracias al fichaje de jugadores de tallas mundial como los serbios Ivan Miljković y Vladimir Grbic consigue ganar cuatro campeonatos en cinco temporadas entre 2007 y 2012 además de dos copas y dos supercopas de Turquía.
En la temporada 2013/2014 gana su primer título europeo, la Challenge Cup frente a los italianos del Top Volley Latina en la doble final: tras perder el partido de ida en Latina por 2-3, el equipo turco gana la vuelta por 3-0 y levanta la copa.

## Palmarés
- Campeonato de Turquía (4)

2007/2008, 2009/2010, 2010/2011, 2011/2012
- Copa de Turquía (2)

2007/2008, 2011/2012
- Supercopa de Turquía (2)

2011, 2012
- Challenge Cup (1)

2013/2014